# Liga de fútbol de Cundinamarca
La Liga de fútbol de Cundinamarca es la entidad encargada de promover los torneos de fútbol aficionado y juvenil en el departamento de Cundinamarca, además del Futsal FIFA, entre las escuelas de fútbol y clubes profesionales y amateur. Está afiliada a la División Aficionada del Fútbol Colombiano.
Fue fundada el 4 de febrero de 1938 y tiene su sede administrativa en Bogotá. 